# Jarangan
Jarangan is een bestuurslaag in het regentschap Pasuruan van de provincie Oost-Java, Indonesië. Jarangan telt 2532 inwoners (volkstelling 2010).